# Odra (województwo lubuskie)
Odra – osada leśna w Polsce położona w województwie lubuskim, w powiecie nowosolskim, w gminie Nowa Sól.
W latach 1975–1998 miejscowość administracyjnie należała do województwa zielonogórskiego.